# Махендраварман I
Махендраварман I (там. மகேந்திரவர்மன்) — цар Паллавів, який правив північними регіонами сучасного Тамілнаду на початку VII століття. Був сином Сімхавішну, який здобув перемогу над Калабрами та відновив царство Паллавів.

## Правління
За часів його правління цар Чалук'їв Пулакешин II здійснив вторгнення до меж володінь Паллавів. Паллави бились у низці війн у північному Венґі, поки Махендраварман боровся зі своїми головними ворогами в Пуллалурі. Хоч цар і врятував свою столицю, він втратив північні провінції, які захопив Пулакешин.
Окрім того у той період значного розвитку набула тамільська література. Значної популярності набули Теварам, написані Аппаром і Самбандаром. Сам Махендраварман був автором 1-актної п'єси (прахасани) Маттавіласа Прагасана («Хмільні ігри») та інших п'єс під назвою Бгаґавададжука.
Наприкінці свого правління він здобув перемогу над Пулакешином II й розграбував столицю Чалук'їв, місто Ватапі (Бадамі).